# Angellore
Angellore ist eine französische Gothic-Metal-Band. Die Band benannte sich nach dem gleichnamigen Lied vom Album Widow's Weeds der Band Tristania.

## Geschichte
Rosarius und Walran lernten sich im März 2007 im Internet kennen, als Walran ein von Rosarius verfasstes Review las. Im Juli 2007 trafen sich beide während des Festival von Avignon zum ersten Mal und beschlossen, die bis dahin eher spaßhaft geäußerte Idee, eine Band zu gründen, in die Realität umzusetzen.
Die Demo Ambrosia wurde im August 2007 geschrieben und aufgenommen. Rosarius steuerte die Gitarren bei, während Walran als Produzent fungierte. Keyboard und Gesang wurden von beiden übernommen. Trotz guter Produktion erwies sich die Qualität der Demo nach Aussage der Mitglieder als schlecht. Dennoch verhalf es ihnen zu einer Split-Veröffentlichungen mit Merankorii, welche 2009 erschien.
In der Zwischenzeit nahm die Band zwei weitere EPs auf, Les Promesses de l’Aube und Elégies aux Ames Perdues. Die erhaltene positive Kritik veranlasste Walran und Rosarius dazu, den nächsten Schritt zu wagen. Im Herbst 2009 nahmen sie Schlagzeuger Ronnie, einen Schulfreund Walrans, in die Band auf, und zusammen mit der Sessionmusikerin Catherine Arquez begannen sie Ende 2009 mit den Aufnahmen für ihr erstes Album, Erances. Es erschien 2012 als digitale Version und 2013 als CD über das französische Label DreamCell11 und erhielt sowohl gute, durchwachsene als auch negative Kritiken. Im August 2015 folgte über Shunu Records das Album La Litanie des Cendres, das ähnliche Bewertungen erhielt wie der Vorgänger. Am 14. Februar 2020 erschien über The Vinyl Division und Finisterian Dead End mit Rien Ne Devait Mourir das dritte Studioalbum der Band, wobei für das Lied Dreams (Along the Trail) ein offizielles Video auf YouTube veröffentlicht wurde.

## Stil und Beurteilung
Die Band bezeichnet ihre Musik und ihren Stil selbst als „Atmospheric Doom Metal“ und präsentiert sich langsam und melodisch. Die Instrumentierung beinhaltet neben E-Gitarre, E-Bass, Schlagzeug und Keyboard auch eine akustische Gitarre und eine Violine; zudem werden hoher Klargesang, als leidend assoziierter Baritongesang und Deathgrunts kombiniert, wobei letztere „nicht allzu derb sind, manchmal auch etwas gehaucht wirken.“ Auf Nocturnal Hall wird der Band hingegen ein stimmiges Gothic-Metal-Gesamtbild bescheinigt, welches jedoch von wenig Eigenständigkeit geprägt sei.

„Wenn die Geige weint kommen einem sofort My Dying Bride in den Kopf, beim dunklen Klargesang kommt man um Moonspell und Type O Negative nicht drumherum. Bei den Arrangements sind Katatonia mit am Start, und ja, auch der weiblich klingender Klargesang ist mit an Bord… Alles klar? Originalität steht bei ANGELLORE sicherlich nicht an erster Stelle.“

Ein Mangel an Eigenständigkeit im Gothic Metal, mit ähnlichen Verweisen auf bekannte Interpreten, wird ebenso von dem Online-Magazin The Pit gesehen, welches auch in dem Erstling noch „Suche nach einem brauchbaren Mittelweg aus Pomp und Heavyness“ sieht.
Die opulenten Arrangements des Debütalbums werden mitunter als überladen und unpräzise wahrgenommen, so dass der Gothic-Anteil in der Kritik als „gleichbedeutend mit Kitsch“ bezeichnet wird. Inhaltlich werden Themen wie Leid, Fantasiegeschichten, Tod, Liebe und der Schönheit der Natur behandelt.
Angellore benennen Vertreter des Gothic Metal, wie die frühen Tristania und My Dying Bride, sowie Vertreter des Funeral Doom, wie Shape of Despair und des Epic Doom wie While Heaven Wept, als ihre wichtigsten Stileinflüsse und erläutern, dass dabei insbesondere das musikalische Konzept auf Tristania zurückzuführen sei. In entsprechenden Rezensionen werden Vergleiche mit My Dying Bride und Moonspell hergestellt, um den Stil zu kategorisieren.
Auf Musikreviews.de wird der Band in Anlehnung an die Vertreter des Gothic Metal ein guter Ansatz bescheinigt, welcher jedoch auf dem Debütalbum als noch „zu schüchtern“ erlebt wird.

„Mit "Errance" gelingt ANGELLORE ein schöner Einstand, der jedem Freund der etwas aus der Mode gekommenen Spielart munden sollte.“

## Diskografie
- 2007: Ambrosia (Demo)
- 2008: Les Promesses de l’Aube (EP)
- 2009: Merankorii / Angellore (Split)
- 2009: Elégies aux Ames Perdues (EP)
- 2011: Premiéres Liturgies - Soupirs d'Aurore (Kompilation)
- 2012: Errances (Album)
- 2015: La Litanie des Cendres (Album)
- 2020: Rien Ne Devait Mourir (Album)